# Forte Santa Tecla (Genova)
Forte Santa Tecla (161 s.l.m.) sorge sul rilievo che domina San Martino, dove in tempi antichi si ergeva la chiesa di Santa Tecla, di cui si hanno notizie fin dal 1100, da cui prende il nome.

## Storia

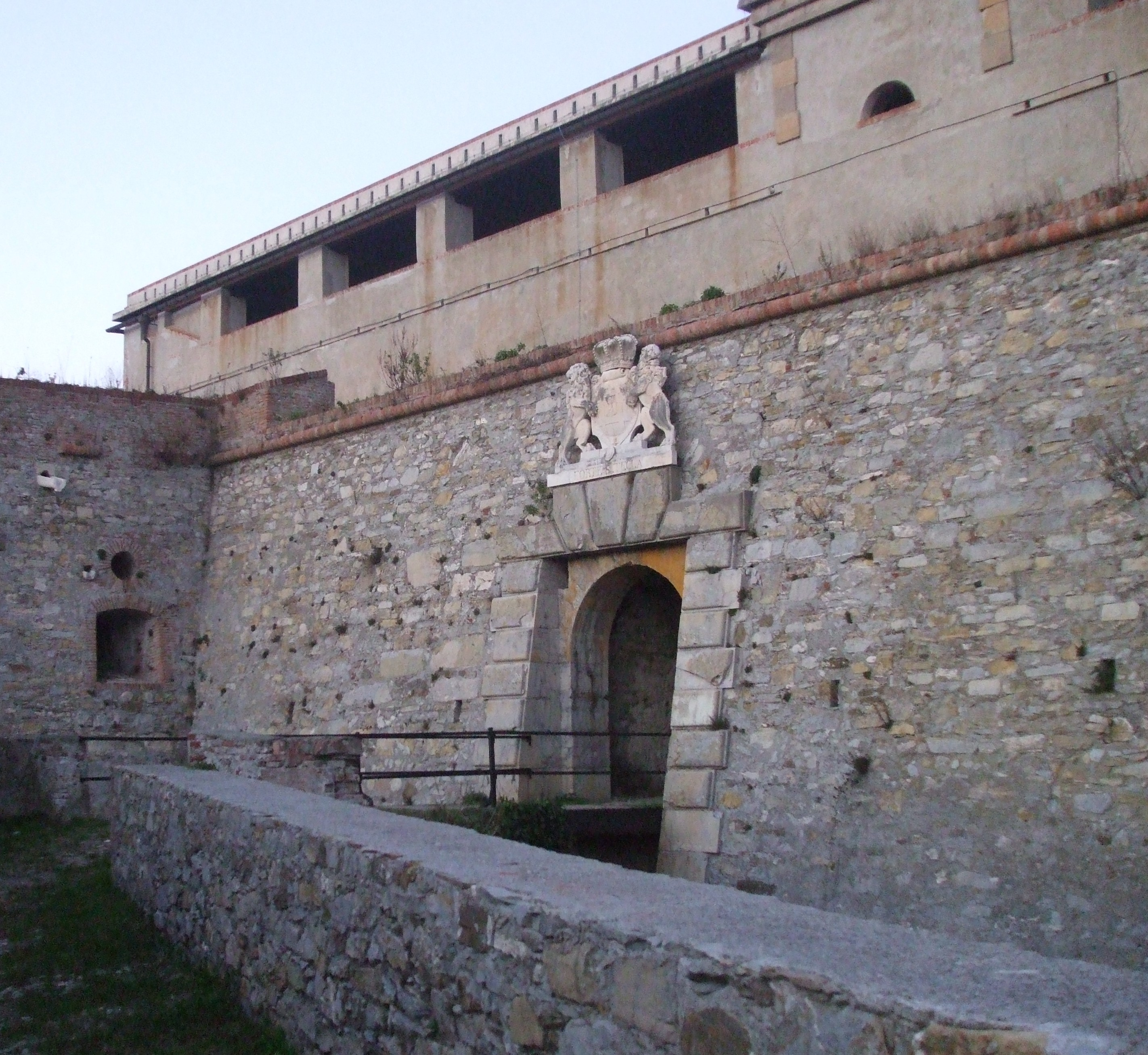
Ingresso del Forte

Nello spiano dove oggi sorge il Forte esisteva una chiesetta omonima risalente all'XI secolo e nell'anno 1339 appartenente al Doge di Genova Simon Boccanegra. La costruzione del Forte vero e proprio fu pianificata dall'ingegner Jacques De Sicre nell'ambito della più vasta opera di fortificazione della città di Genova, al di fuori della cinta muraria, in opposizione agli assedi austriaci, nel contesto della Guerra di successione austriaca che minacciava Genova.
Così nel 1747 il De Sicre riferiva:
La direzione dei lavori fu affidata al colonnello Giacomo De Cotte che aveva ricevuto dirette disposizioni dal De Sicre, ma il progetto presentò subito delle inadeguatezze e nel 1748 lo stesso De Sicre presentò una nuova relazione cercando di superare le carenze della fortificazione, con l'intervento finanziario di 65.000 Lire genovesi.
L'attenzione verso Forte Santa Tecla si ripropose intorno al 1756 quando, sempre De Sicre, presentò un progetto di ampliamento con l'aggiunta di una ridotta casamattata a due piani, una polveriera, un rivellino, terrapieni e cammini coperti da integrare nel Forte. Ma il Magistrato delle Fortificazioni ritenne onerosi e inutili i lavori, quindi il progetto non fu approvato.
Durante il 1800, il Forte era uno dei contrafforti a difesa del settore orientale della città, perché utile alla difesa del perimetro di Albaro, del quartiere di San Martino, della Madonna del Monte e perché ben collegato al Forte Richelieu.
Altre opere di rafforzamento si ebbero nel 1814, per mano del Corpo Reale del Genio Sardo: furono sopraelevati i due semibastioni settentrionali e fu posto all'ingresso lo stemma sabaudo.
Un'altra tranche di lavori iniziò nel 1830, durante i quali la copertura a terrazza della caserma interna fu trasformata in copertura a falde, generando un altro piano fruibile.

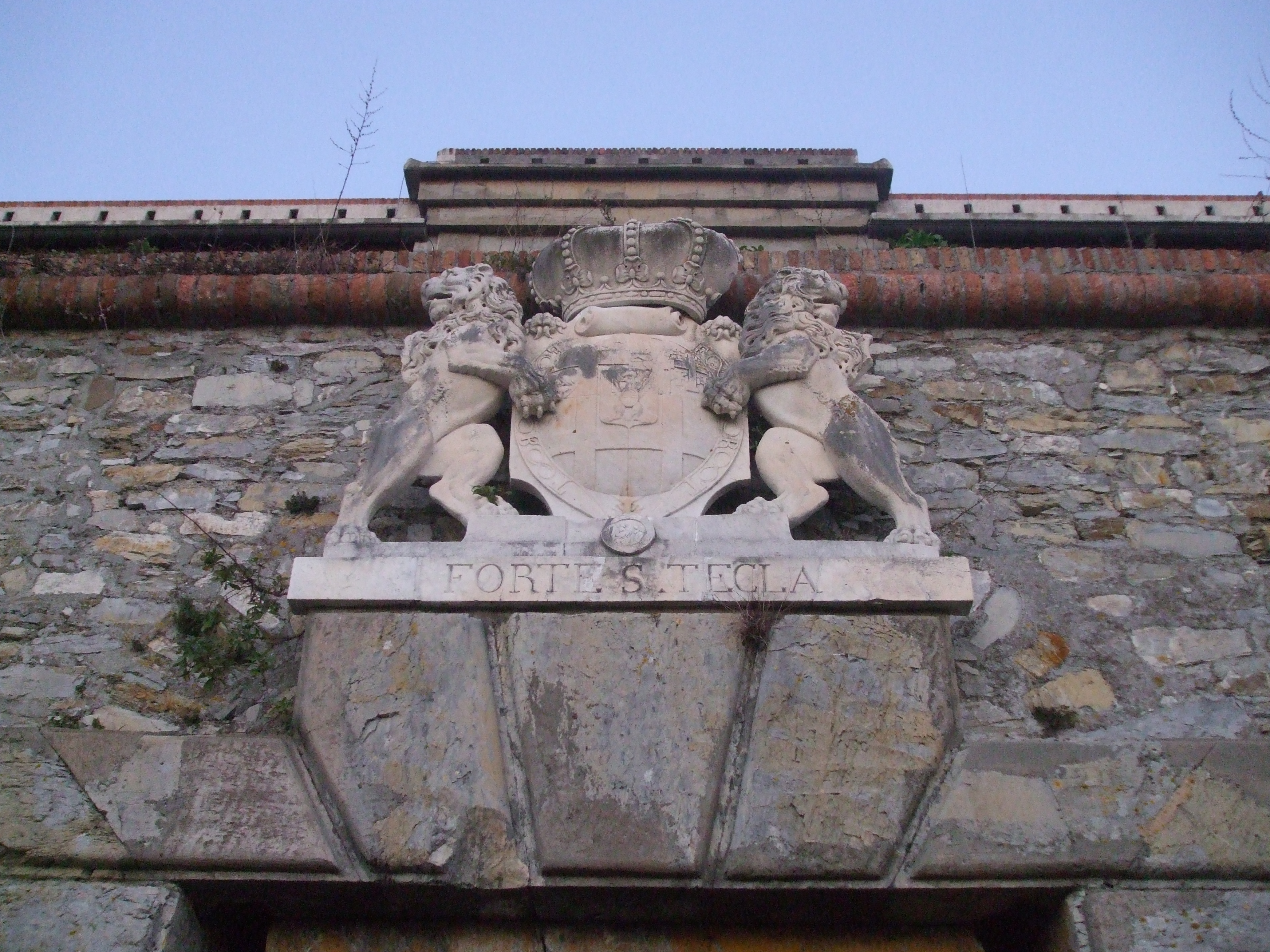
Targa d'ingresso al Forte Santa Tecla con lo stemma sabaudo

Dopo 3 anni i lavori finirono e la fortificazione fu ultimata e resa operativa nella difesa del levante cittadino.
Nel 1849 durante i moti popolari il Forte fu occupato, come il vicino Forte Richelieu, da insorti e senza colpo ferire fu riconquistata dalle Regie truppe in pochi giorni, come tra l'altro avvenne per Forte Richelieu.

### Storia recente
La fortificazione fu poi utilizzata occasionalmente da reparti militari fino alla prima metà del Novecento; durante la Grande Guerra i locali del Forte furono adibiti a carceri per prigionieri austriaci.
Abitata da una famiglia fino agli anni settanta, nel 1982 iniziarono i lavori di restauro, per rendere il sito una sede per le iniziative culturali del quartiere di San Fruttuoso. Completati i lavori, il Forte venne chiuso nell'attesa di una destinazione.
Intanto atti di vandalismo hanno vanificato i lavori incendiando il tetto della caserma e deturpando l'interno.
Altri lavori di risanamento sono quindi iniziati coinvolgendo volontari della Protezione Civile, che hanno costudito l'interno e l'esterno dell'opera.
Nel 2021, i volontari della Protezione civile (Associvile), si sono uniti insieme ad altre tre associazioni (AGESCI Genova 3, Gruppo radio Liguria, compagnia Teatrale "I conviviali") per dare vita ad una Associazione di secondo livello denominata "Rete Forte Santa Tecla" che ha nei suoi scopi quello di promuovere il patrimonio storico del forte.

## Struttura
Entrando ci troviamo in un cortiletto interno che separa in due l'opera dividendo la caserma dalla cortina meridionale.
La caserma è suddivisa in tre piani. Al piano terra si trovano le cucine, gli uffici del sottoufficiale e il corpo di Guardia.
Al piano superiore si trovano gli alloggi per i graduati e un passaggio alle mura e ai bastioni meridionali adibiti a magazzini.
Il terzo piano infine è adibito ad alloggi per la truppa, da cui si può accedere alla copertura di uno dei due bastioni rivolti a settentrione, da dove si discende verso il cortile utilizzato come piazza d'Armi.

## Come arrivare
A piedi è raggiungibile scendendo dal sovrastante Forte Richelieu, in meno di mezz'ora di cammino non impegnativo, su un sentiero che parte da Colle della Calcinara e collega tutti i Forti di levante della città.
Con mezzo privato, percorrendo via Donghi, poi via Berghini e salendo in via Forte di Santa Tecla fino ad un piccolo spiazzo sterrato che conduce all'ingresso raggiungibile solo a piedi.
Con il mezzo pubblico invece si prende la linea 67 AMT che parte da Piazza Martinez.
Esiste anche una ripida e stretta carreggiabile che sale direttamente dai pressi del Monoblocco dell'Ospedale San Martino (Salita Superiore Santa Tecla), percorribile agevolmente dai mezzi a due ruote.